# Екатерининская пустынь (Видное)
Свято-Екатерининский монастырь (Екатерининская пустынь) — ставропигиальный мужской монастырь Русской православной церкви в городе Видное Московской области. Пустынь была основана в правление Алексея Михайловича и названа в честь великомученицы Екатерины Александрийской, по преданию, она явилась правителю во время охоты и возвестила рождение дочери. В 1918 году монастырь был отдан для размещения сестер эвакуированного из Польши Красностокского женского монастыря, но вскоре был закрыт. С 1931 года на его территории располагалась детская воспитательная колония, а в 1938—1953 годах действовала Сухановская особорежимная тюрьма. В 1991 году строения монастыря вновь были переданы Русской православной церкви, и монастырь был восстановлен. Архитектурный ансамбль монастыря является памятником архитектуры федерального значения.

## История

### Основание монастыря

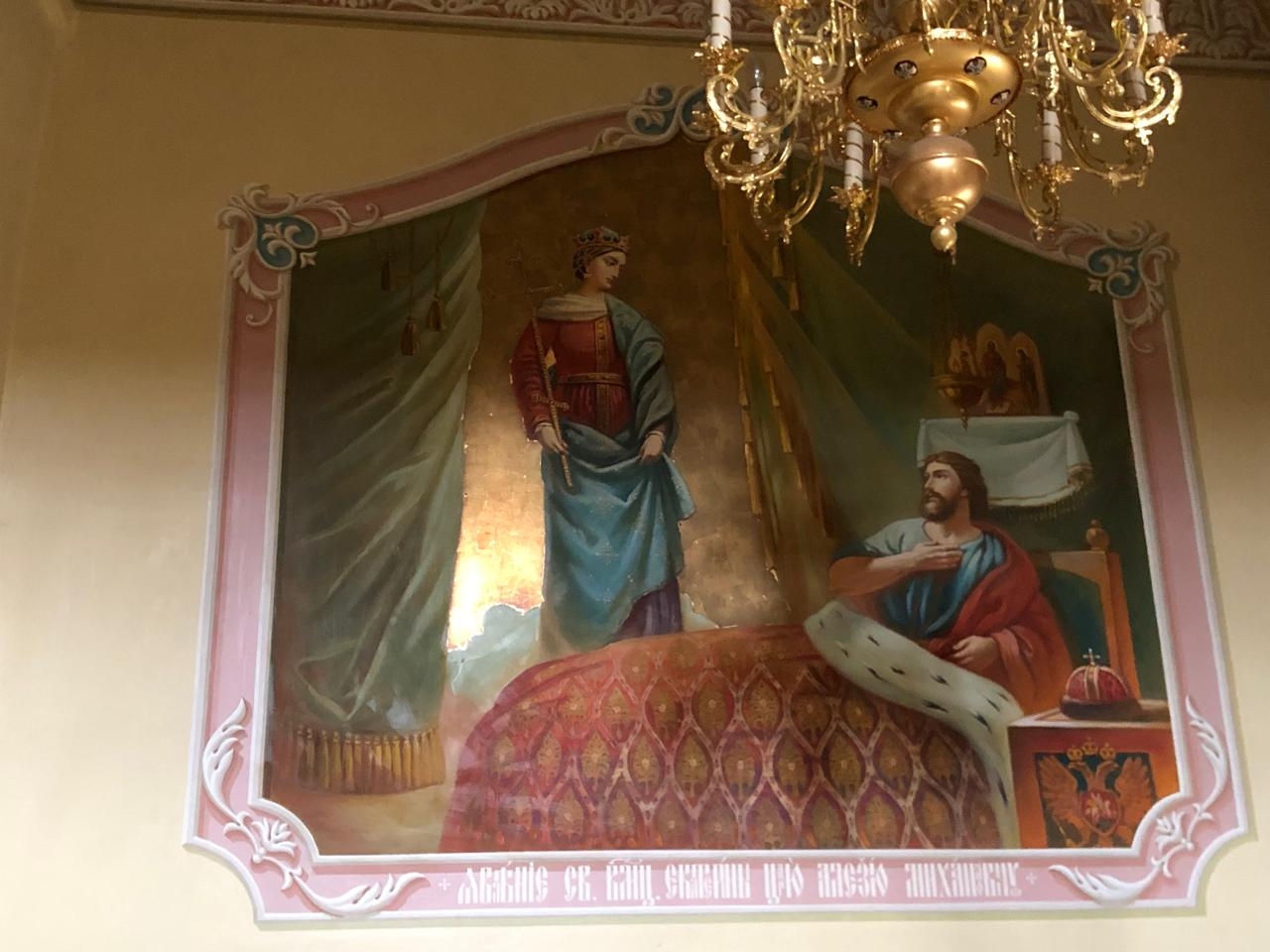
Явление святой Екатерины царю Алексею Михайловичу. Фреска Екатерининского храма

Монастырь был заложен во второй половине XVII века по приказу царя Алексея Михайловича. По преданию, 24 ноября (4 декабря) 1658 года царю, отдыхавшему после охоты в Ермолинских Рощах, явилась великомученица Екатерина и возвестила: «Не ужасайся, царь, но благодари Господа. В эту ночь по Его воле разрешилась от бремени супруга твоя и принесла тебе дщерь на утешение». Вернувшись домой и узнав о пополнении в семье, Алексей Михайлович назвал новорождённую в честь святой, а на месте явления велел основать обитель.
Первые монастырские постройки были деревянными, а уже в 1664 году здесь началось каменное строительство. Три года строительством руководил «каменных дел подмастерье» Иван Кузнечик, стрелец полка Артамона Матвеева. Летом 1667 года начались работы по внутреннему благоустройству зданий. Строительство и содержание пустыни финансировалось за счёт личных средств государя. С 1674 года церковь с кладбищем, деревянными и двумя каменными строениями стала называться пустынью «Екатерининския Рощи». Освящение каменной церкви состоялось 11 октября 1679 года в присутствии государя и его приближенных. Возведённые в этот период церковь, палаты и кельи в первоначальном виде не сохранились.

### XVII—XVIII века

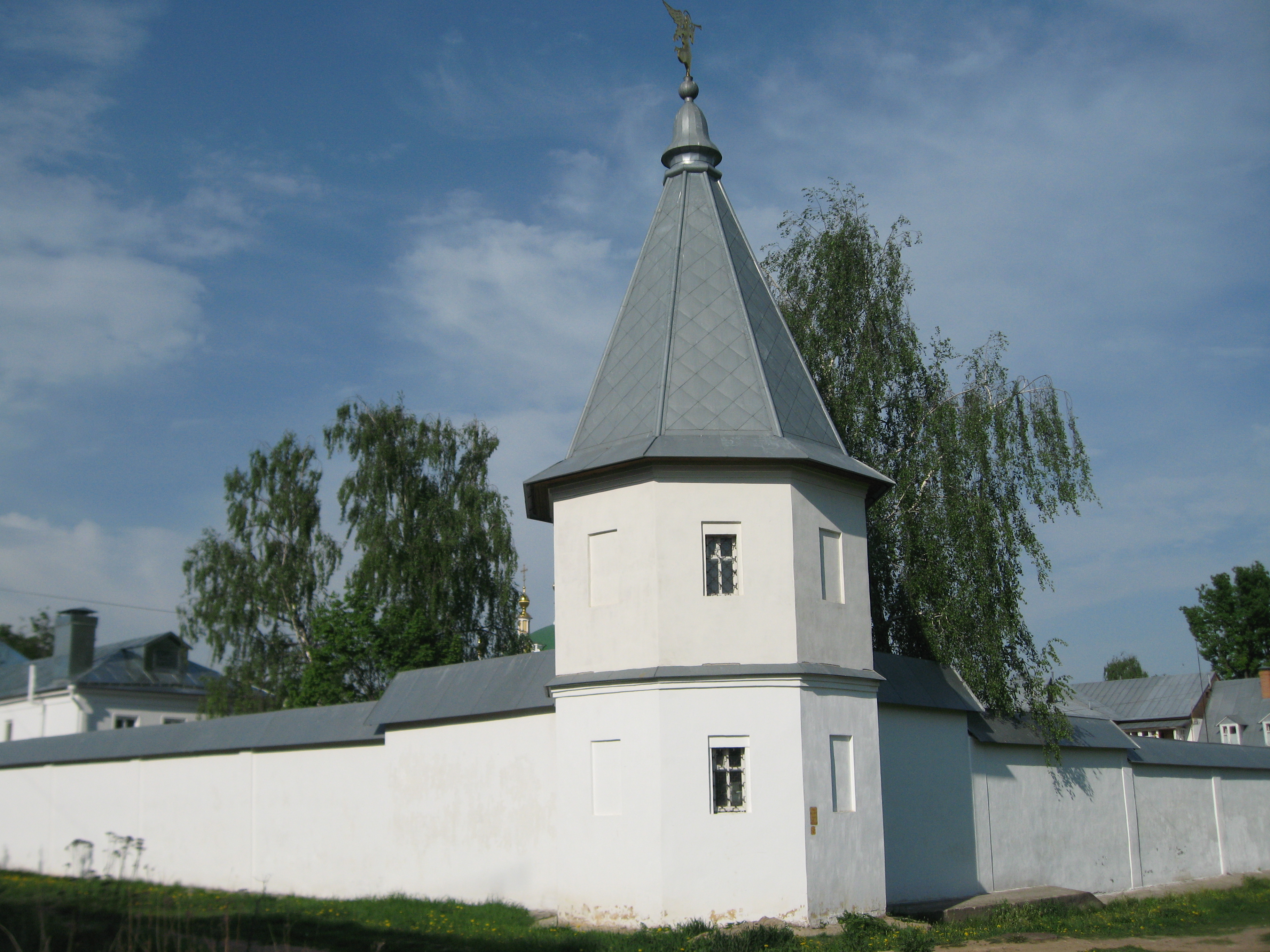
Две башни ограды монастыря, 2010 год

В конце XVII века монастырь не имел приписных сел и деревень, то есть земель для самостоятельного дохода, и хлебное и денежное жалованье — ругу — насельники пустыни получали из Приказа Большого дворца. Иногда жалование задерживали, что становилось причиной «великой нужды» священнослужителей, монахов и трудников.
С 1764 года Екатерининская пустынь стала числиться заштатной. Согласно описи церковных имений, сделанной во второй половине XVIII века, монастырь на тот момент имел «девяносто девять десятин земли под берёзовым лесом, орешником, пашней и сенокосом». В качестве иного церковного имущества значатся двенадцать старинных алтарных икон в серебряных окладах с золотыми венцами, жемчугом и драгоценными камнями, а также вызолоченный ковчег с частицами мощей святой Екатерины и других мучеников. Монастырь также обладал собственной библиотекой.
Период царствования Екатерины II стал временем активного строительства и расцвета монастыря. Был построен новый собор, обновлена надвратная церковь с колокольней, поставлено два каменных корпуса келий, территория монастыря обнесена оградой. Немаловажную роль в восстановлении Екатерининской пустыни сыграли митрополит Московский Платон (Левшин) и настоятель обители иеромонах Мелхиседек, которого впоследствии стали называть обновителем монастыря.

### XIX — начало XX века

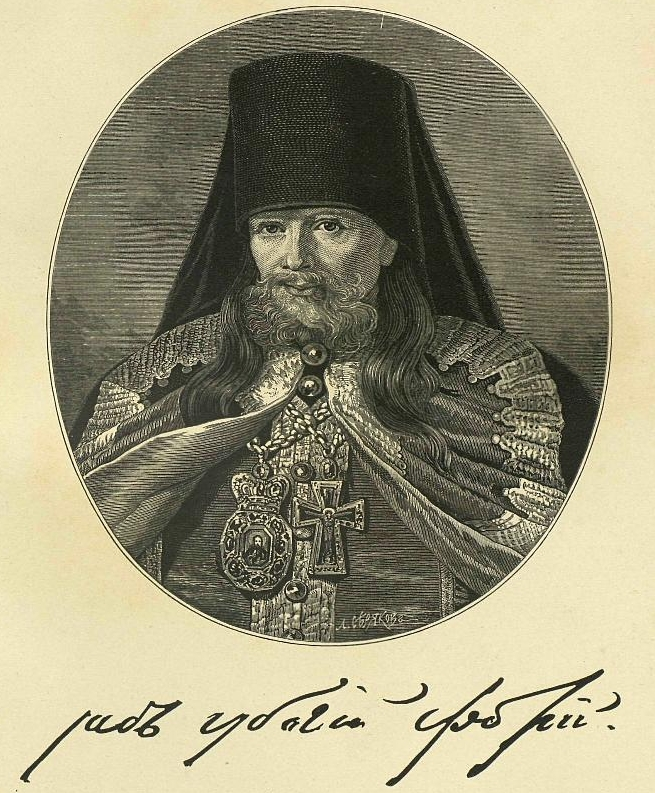
Архимандрит Фотий (Спасский). Гравюра Лаврентия Серякова, 1881 год

Монастырь был беден, денег на восстановление и строительство часто не хватало. Один из наиболее ценных подарков сделал настоятель Юрьевского монастыря архимандрит Фотий (Спасский), передавший настоятелю наперсный крест, украшенный бриллиантами, «на поддержание монастыря и на нужды братии». Дар благотворителя, оценённый в девять тысяч рублей ассигнациями, не был продан, а хранился в ризнице монастыря. Этим крестом заинтересовались грабители, проникнувшие в монастырь летом 1835 года под видом богомольцев. Хотя грабителям не удалось унести крест, они вынесли серебряную чашу для Святых Даров и обложенное серебром напрестольное Евангелие, сорвали с икон драгоценные ризы и оклады. В числе имущества монастыря хранились также два знамени Отечественной войны 1812 года, подаренные князем Петром Волконским.
При иеромонахе Мисаиле, принявшем руководство Екатерининской пустынью в 1842 году, были обновлены монастырские постройки: позолочены главы и кресты на соборном храме и колокольне, построены два новых корпуса келий, сооружены две гостиницы и многие хозяйственные постройки. Другие проекты иеромонаха не были реализованы.
Пустынь развивалась, продолжались работы по ремонту и восстановлению построек. При иеромонахе Арсении, управлявшем пустынью в 1870—1891 годах, старая церковь апостолов Петра и Павла была обновлена и освящена, и было расширено монастырское хозяйство. Годовые доходы пустыни увеличились до шести тысяч рублей серебром. За свою деятельность настоятель был награждён наперсным крестом. При последующих настоятелях был перестроен также главный соборный храм, расписана и освящена надвратная церковь. Несмотря на то, что монастырское хозяйство велось хорошо, братия пустыни вела аскетический образ жизни.
В 1864—1869 годах была построена Южная (Московско-Курская) железная дорога, что упростило сообщение между Москвой и монастырём. В 1899 году были пущены поезда по Рязанско-Уральской дороге, которая проходила недалеко от монастыря. Расстояние от ближайшей железнодорожной станции до монастыря сократилось до двух километров, а число паломников возросло. Паломничества в Екатерининскую пустынь совершали целые приходы. Много людей собиралось на крестные ходы, а также на ярмарки, которые регулярно устраивались вблизи монастыря в Петров день.
13 сентября 1908 года, накануне празднования 250-летия с момента явления царю святой Екатерины, в келье был убит настоятель пустыни игумен Мартирий. Предположительно, убийство совершили эсеры-максималисты.
Во время Первой мировой войны многие церкви и монастыри западных областей Российской империи были разрушены, беженцы направлялись в Москву. В 1918 году по указу Святейшего синода монахи мужского Свято-Екатерининского монастыря были переведены в разные монастыри Московской губернии. Екатерининская пустынь была определена для размещения сестёр Красностокского женского монастыря, эвакуированного из Польши. Пустынь, в которую переселились 164 монахини, была реорганизована в трудовую артель. Однако вскоре монастырь был закрыт, а настоятельницу арестовали. Монастырская надвратная церковь после закрытия пустыни продолжала действовать до 1934 года, когда были убиты последние старожилы церкви — старец Пантелеймон и монахиня Вера. Строения бывшей Екатерининской пустыни были определены под тюрьму для преступников, имевших небольшие сроки заключения. В Петропавловской церкви был открыт клуб. Церковные иконы были вывезены в соседнее село.

### Советский период

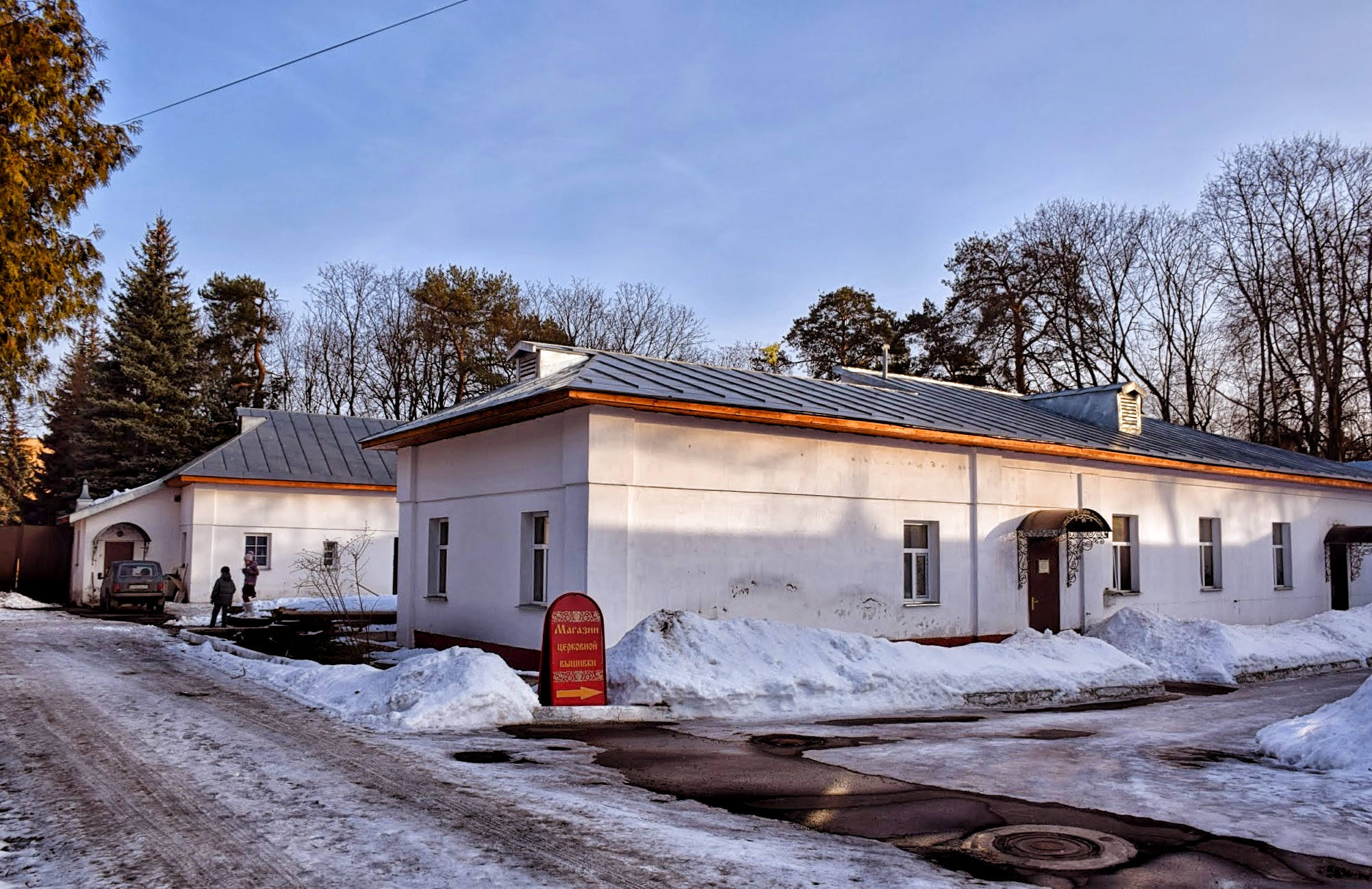
Братские корпуса, в которых в 1939-1953 годах располагалась тюрьма, 2015 год

В 1935 году был принят Генплан реконструкции Москвы и области. Согласно ему, земли вокруг имения Суханово, включая Екатерининскую пустынь, были объявлены заповедником и отданы в аренду Союзу архитекторов СССР. В ведении Союза архитекторов объект находился до 1938 года, когда монастырь окончательно передали Главному управлению местами заключения, и на его территории начались работы по переустройству. Две башни монастыря были снесены, западная стена перемещена, монастырь по всему периметру был обнесён колючей проволокой. Соборы и церкви монастыря были перестроены под нужды тюрьмы, Святые врата замурованы. В воротах восточной стены организовали въезд и контрольно-пропускной пункт с помещением для охраны. В жилых корпусах монастыря оборудовали специальные камеры для содержания заключённых. В камерах были устроены столы и табуретки, прикреплённые к стенам и полу, и доски-кровати. По некоторым источникам, в Екатерининском соборе также действовал специальный крематорий, где сжигали тела умерших в тюрьме. Создавали новую тюрьму ударными темпами: буквально за месяц 800 рабочих полностью перестроили бывший монастырь. В январе 1939 года спецобъект начал действовать. Тюрьма предназначалась для лиц, прежде занимавших важные государственные должности: партийные деятели, высокопоставленные военные чины, дипломаты, иностранцы. В Сухановке также содержались некоторые члены семей «врагов народа».
Идея создания секретной тюрьмы принадлежала Николаю Ежову. После того, как Ежов был смещён Сталиным с поста главы НКВД СССР и сам попал в Сухановскую тюрьму в качестве заключённого, на должность Ежова назначили Лаврентия Берию. После смерти Берии тюрьма была расформирована, все документы засекречены. С апреля 1959 по 1965 годы здесь находилась Московская межобластная тюремная больница. С 1965 года на территорию бывшего монастыря был переведён Учебный центр областного ГУВД.

### Восстановление монастыря

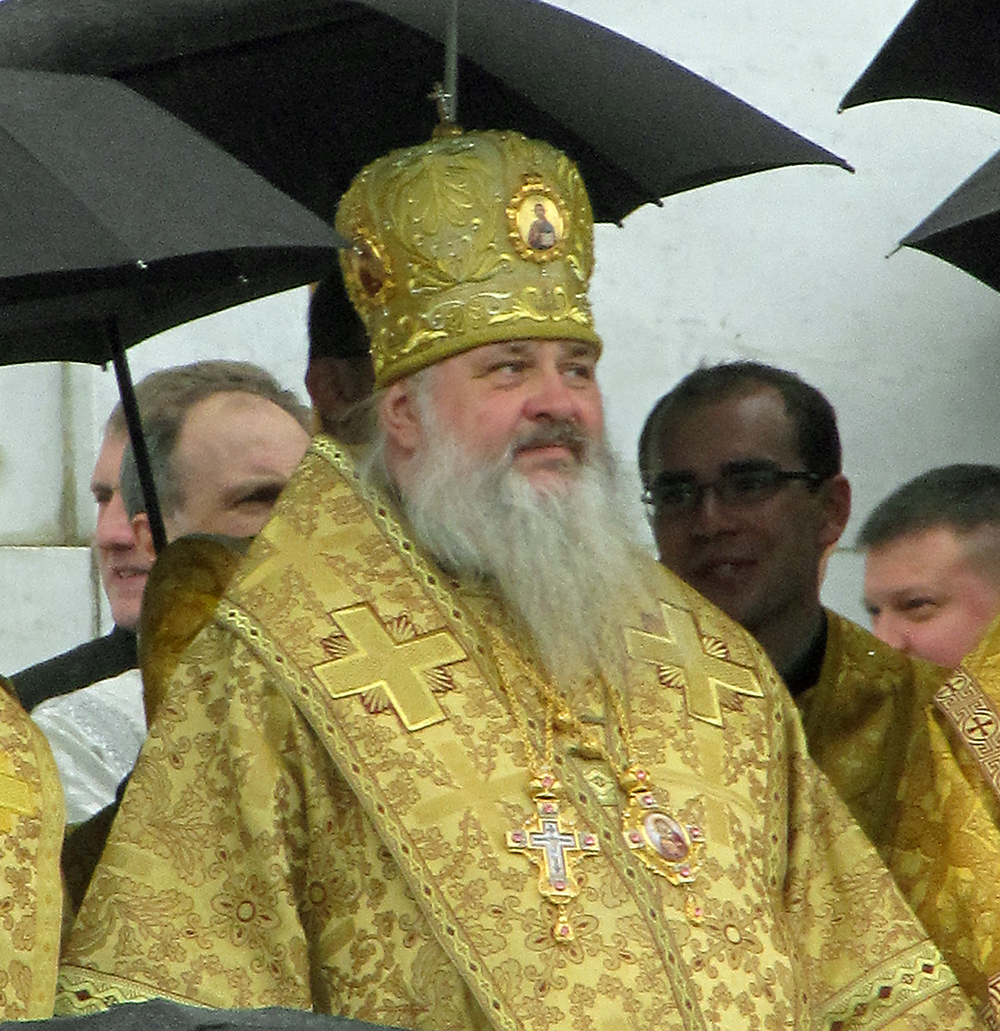
Епископ Видновский Тихон (Недосекин) на праздничной службе, 2012 год

В 1991 году начался процесс передачи строений Свято-Екатерининской пустыни в собственность Русской православной церкви. В апреле 1992 года настоятелем монастыря был назначен иеромонах Тихон (Недосекин), вскоре принявший сан игумена. 17 ноября 1992 года в монастыре состоялся первый постриг в монахи. В конце 1993 года было пострижено ещё пять послушников.
На первом этапе реконструкции соборного храма были сломали перегородки, сбита штукатурка, скрывавшая старинную кладку стен, и сооружён временный иконостас. В марте 1996 года в соборе возвели новый иконостас, в мае начали реставрацию колокольни. В октябре того же года были обновлены и покрыты позолотой купол и крест на колокольне. В 2002 году вокруг монастыря была построена новая каменная ограда, что окончательно восстановило архитектурный ансамбль Свято-Екатерининского монастыря.
29 мая 2003 года указом митрополита Крутицкого и Коломенского Ювеналия храм Успения Божией Матери был преобразован в отдельный приход. Настоятелем храма назначен иерей Михаил (Егоров). В настоящее время при монастыре работают приходская школа, подворье, музей.
В монастыре перед западным братским корпусом в особой палатке растёт куст неопалимой купины. Этот куст выращен из отростка почитаемого куста из монастыря Святой Екатерины на Синайском полуострове, который упоминается в Ветхом завете.
17 июня 2021 года Священный Синод постановил преобразовать действующий на территории Подольской епархии Екатерининский мужской монастырь города Видное в ставропигиальный монастырь.

## Музей при монастыре
В 2010 году при Екатерининском мужском монастыре был открыт музей, который является вторым посещаемым местом в монастыре после храма, в нём заканчиваются экскурсии по территории монастыря. Постоянно действующая экспозиция музея посвящена истории пустыни от её основания в 1658 году до закрытия и последующего восстановления в XX веке.
Экспонаты музея систематизированы по разделам:
- основание обители царём Алексеем Михайловичем;
- период существования в обители женского Красностокского монастыря;
- «тюремный» период монастыря — «Сухановка»;
- открытие, восстановление, расцвет обители с 1992 года по настоящее время;
- раздел, посвящённый схииеродиакону Антонию (Семёнову)[* 1][30][31].

В экспозиции музея представлены также разделы, посвящённые монашеству в России, старинному народному русскому быту; имеются святыни и сувениры, привезённые паломниками со Святой Земли. Экспозиция регулярно обновляется и пополняется, с чем монастырю помогают профессиональные историки, работающие с архивными материалами, а также свидетели и очевидцы событий XX века.
На сайте монастыря также сообщается, что «музей располагает информацией и материалами, которые могут оказать помощь в поиске следов пропавших родственников и знакомых».

## Архитектурный ансамбль монастыря

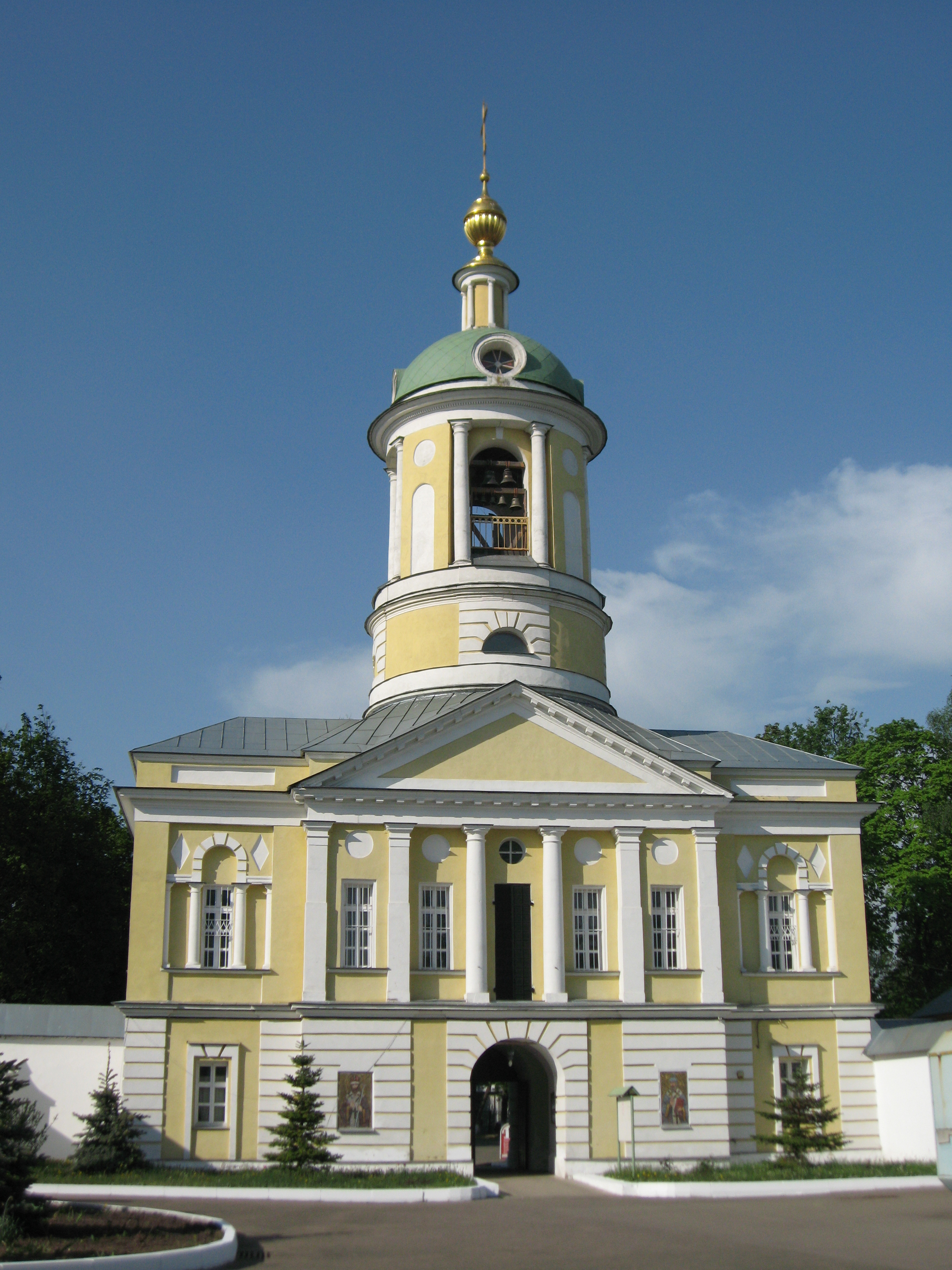
Церковь Димитрия Ростовского (надвратная) в Свято-Екатерининском монастыре, 2010 год

Возведением первой каменной церкви и пристроек монастыря в 1665—1667 годах руководил «каменных дел подмастерье» Иван Кузнечик. В середине XVIII века монастырь стали обносить оградой, для этого часть служб и колокольня были снесены, и над Святыми воротами была построена новая колокольня.
В конце XVIII века началась перестройка соборной церкви, послужившая основанием для коренного преобразования архитектурного облика монастырского комплекса. Старинная церковь была переосвящена в честь апостолов Петра и Павла, новый соборный храм назван в честь великомученицы Екатерины. Архитектурный ансамбль монастыря окончательно сформировался к середине XIX века и отразил в своём художественном облике различные стадии развития классицизма.
В настоящее время центральное положение в восстановленном архитектурном комплексе занимает Екатерининская церковь, которая состояла из двух частей, построенных в разное время. Первая часть — трапезная, возведённая в 1787 году. Вторую часть — «холодный храм» (XVIII—XIX веков) характеризует утончённая простота форм и законченность композиции, что делает его одним из лучших образцов московской архитектурной школы своего времени. Старинный и новый храмы были соединены в одно здание, созданные в разное время, они не представляют гармоничного единства.
Надвратная колокольня с церковью Дмитрия Ростовского — образец архитектуры зрелого классицизма рубежа XVIII—XIX веков. Колокольня сложена из кирпича и белого камня и по форме представляет собой удлинённый корпус в два этажа со звонницей. Служебные постройки и братские корпуса выглядят скромно и завершают архитектурный ансамбль монастыря. Монастырь обнесён каменной оградой с двумя уцелевшими угловыми башнями.

## Список игуменов монастыря
- иеромонах Варлаам (с 1690)
- иеромонах Иоасаф (1713, полгода)
- иеромонах Гавриил (1713—1715)
- иеромонах Савватий (1715—1722)
- иеромонах Гавриил (1722)
- иеромонах Петр (1742)
- иеромонах Сергий (1743 — июнь 1748)
- иеромонах Питирим (не позднее 1751—1752)
- иеромонах Никанор (1752 — март 1754)
- строитель-иеромонах Нектарий (1754)
- иеромонах Нифонт (Михайлов) (апрель 1755 - декабрь 1759)
- иеромонах Пахомий (Иванов) (январь 1760 — январь 1769)
- иеромонах Варнава (январь 1769—1770)
- иеромонах Амвросий (1770 — июль 1771)
- иеромонах Иринарх (август 1771 — март 1779)
- иеромонах Петр (март-сентябрь 1779)
- иеромонах Виктор (Алексеев) (сентябрь 1779 — июнь 1780)
- иеромонах Авксентий (июль 1780 — март 1784)
- архимандрит Мелхиседек (март 1784 — май 1802)
- строитель-иеромонах Герасим (июнь 1802 — декабрь 1806)
- иеромонах Досифей (Голенищев-Кутузов) (январь 1807 — октябрь 1809)
- иеромонах Дорофей (октябрь 1809 — декабрь 1822)
- иеромонах, затем игумен Назарий (Бордоносов) (1823—1829)
- иеромонах Мелхиседек (июнь 1829 — июль 1842)
- иеромонах Мисаил (июль 1842 — октябрь 1854)
- иеромонах Мефодий (Сухотин) (октябрь 1854 — январь 1865)
- иеромонах Иона (май — октябрь 1865)
- иеромонах Варсонофий (ноябрь 1865—1870)
- иеромонах, затем игумен Арсений (Егоров) (1870—1891)
- иеромонах Стефан (Зварыгин) (январь 1891 — август 1893)
- иеромонах Вассиан (Смирнов) (декабрь 1893 — апрель 1902)
- игумен Мартирий (Михайлов) (май 1902 — сентябрь 1908)
- строитель иеромонах, затем игумен Пантилеимон (Пушкевич) (7 января — 12 октября 1909)
- игумен Феогност (Яковлев) (ноябрь 1910 — апрель 1915)
- игумен Пантелеимон (Орлов) (октябрь 1915 — январь 1918)
- игумения Елена (Коновалова), настоятельница Красностокского монастыря, руководила Екатерининской пустынью (1918—1931)
- епископ Видновский Тихон, викарий Московской епархии с 1992 года[32]

## Список литературы
- Головкова Л. А. Свято-Екатерининский мужской монастырь. — М.: Лето, 2003. — 152 с.
- Головкова Л. А. Сухановская тюрьма. Спецобъект 110. — М.: Возвращение, 2014. — 164 с. — ISBN 9-785715-702326.
- Смыкалин А. С. Колонии и тюрьмы в Советской России. — Екатеринбург: УГЮА, 1997.
- Подвижники благочестия Свято-Екатерининского мужского монастыря. Схииеродиакон Антоний (Александр Дмитриевич Семенов; 1913-1994). — М., 2002.